# Hajime Narukawa
Hajime Narukawa (鳴川肇 Narukawa Hajime) é um arquiteto Japonês. Ele nasceu em 1971, em Kawasaki, Kanagawa e vive e trabalha atualmente em Tóquio.

## Biografia
Ele se formou em 1994 pelo Instituto de Tecnologia Shibaura, da Universidade Nacional de Belas Artes de Tóquio, com um grau de mestre, em 1996, e no Instituto Berlage, em Roterdão, com um grau de mestre em 1999. Em 1994, a sua  "Golden Gai Teatro" ganhou a Medalha de Ouro no concurso para recém-formados arquitetos do. No mesmo ano iniciou sua pesquisa sobre a teoria geométrica. Em 1996, a sua "Modelagem Manualde integridade tensional" foi premiado com o Prémio Salon de Printemps.
Narukawa fundou o AuthaGraph CO., Ltd. em 2009, depois de trabalhar na Academia de Arquitetura de Arnhem e COnsultores Estruturais Sasaki. Desde 2015, ele é professor associado na Universidade de Keio, em Tóquio, onde dá aulas sobre meio-ambiente e o departamento de Informação.

## Trabalho
Mr Narukawa é o inventor da Authagraph, uma projeção de mapa, que é vagamente baseado no mapa de  Buckminster Fuller, o Dymaxion. Narukawa havia projetado um sistema simplificado de integridade tensional com modelagem manual, que ele apresentou em sua tese de mestrado 'integridade tensional com modelagem manual" em 1996. Permite a construção de integridade tensional em modelos estruturais, sem cálculos complicados ou difíceis de técnicas de fabricação por uma única pessoa. Um resumo do manual é publicamente disponível para download.
O método de projeção Authagraph pode converter uma vista unidirecional e uma imagem esférica, como um globo terrestre, sobre um plano retangular de exibição, sem sobreposições e lacunas.
Em 2011, o mapeamento de projeção Autagraph foi selecionado pelo Museu  Nacional Japonês de Ciência Emergente e Inovação (Miraikan) como ferramenta oficial de mapeamento. Desde 2015 é usado oficialmente nos manuais escolares japoneses.
Mr Narukawa recebeu várias patentes para o método de projeção Autagraph.

## Prémios
- Medalha de ouro no Concurso para arquitetos recém-formados do Instituto de Arquitetos do Japão pelo "Golden Gai Teatro" (1994)
- Prémio Salon de Printemps  (1996) pela "integridade tensional com modelagem manual"